# باز ران‌حنایی
باز ران‌حنایی (نام علمی: Accipiter erythronemius) باز کوچکی است که از جنوب شرقی بولیوی و جنوب برزیل تا پاراگوئه، اروگوئه و شمال آرژانتین یافت می‌شود. اغلب آرایه‌شناسان، از جمله انجمن پرنده‌شناسی آمریکا، معمولاً آن را زیرگونه‌ای از باز ساق‌تیز در نظر می‌گیرند، اما این رده‌بندی هنوز حل نشده‌است، زیرا برخی از مقامات، آرایه جنوبی را به عنوان سه گونه مجزا در نظر می‌گیرند: باز سینه‌سفید (نام علمی: A. chionogaster)، باز سینه‌ساده (نام علمی: A. ventralis) و باز ران‌حنایی.

## آرایه‌شناسی
محدودهٔ زادآوری باز ران‌حنایی و باز ساق‌تیز کاملاً آلوپاتریک است. این ناهمجایی همراه با تفاوت‌ها در پوشش (پروبال) و ظاهراً اندازه‌گیری‌های ویژه، زمینه‌ای برای تقسیم این دو گونه بوده‌است، اما در حال حاضر داده‌های علمی محکمی وجود ندارد (AOU).

## حفاظت
باز ران‌حنایی به نسبت فراوان است (اما به دلیل رفتار پنهانی‌اش به راحتی نادیده گرفته می‌شود) و در حال حاضر امن در نظر گرفته می‌شود.